# Raymond Briggs
Raymond Redvers Briggs, född 18 januari 1934 i Wimbledon, London, död 9 augusti 2022 i Brighton, var en brittisk illustratör, serieskapare och barnboksförfattare. Flera av hans verk – inklusive Snögubben och Tryggare kan ingen vara – har blivit animerad film. Den förstnämnda sänds varje jul i brittisk TV. Bland andra av Briggs böcker som översatts till svenska märks Illvätten Svampe (Fungus the Bogeyman i original), Jultomten och Jultomten reser på semester.
År 1966 och 1973 mottog Briggs Kate Greenaway-medaljen från den brittiska biblioteksföreningen som årets bästa barnboksillustratör. År 2017 mottog han Brittiska imperieorden.